# A ceremony of carols
A ceremony of carols opus 28 is een compositie van Benjamin Britten.

## Geschiedenis
Benjamin Britten schreef het werk toen hij samen met Peter Pears terugreisde van de Verenigde Staten naar Engeland. Aan boord van de MS Axel Johnson was hij ook bezig aan Hymn to St Cecilia. Britten componeerde aan de hand van middeleeuwse en vroeg-Engelse literatuur een verzameling liederen. Die teksten haalde hij uit een boek dat hij had aangeschaft in Halifax (Nova Scotia). Toen hij klaar was had hij een “bundel” van zes liederen. Hij was er ontevreden over en kwam uiteindelijk met een elfdelig werk.
Het werk is geschreven voor vrouwenkoor, sopraan solo, alt solo en harp (eventueel te vervangen door piano).

## Delen
1. "Procession" ("Hodie Christus natus est")

2. "Wolcum Yole!"

3. "There is no Rose" (Trinity College MS 0.3.58, 15e eeuw)

4a. "That yonge child"

4b. "Balulalow" (naar gebroeders Wedderburn, circa 1548)

5. "As dew in Aprille" (Sloane 2593, first quarter 15c)

6. "This little Babe" (naar Robert Southwells "Newe Heaven, Newe Warre", 1595)

7. "Interlude" (harp solo)

8. "In Freezing Winter Night" (naar Robert Southwell)

9. "Spring Carol" (16e eeuw.William Cornysh)

10. "Deo Gracias" (Sloane 2593)

11. "Recession" ("Hodie")
De eerste uitvoering vond plaats in Norwich Castle in Norfolk. Voor de Nederlanders en Vlamingen is er een eigenaardigheidje. Die uitvoering vond niet plaats tijdens de kerstdagen, maar op de avond van Sinterklaas, 5 december 1942.

## Discografie
Het werk kent een uitgebreide discografie, de meeste opnamen kwamen van de Britse markt, maar er zijn ook opnamen bekend uit Tsjechië.